# 内都大官
内都大官，北魏内都坐大官的省称。
内都坐大官与中都坐大官、外都坐大官合称三都大官，掌重要案件的审理，并主司品官。任职者多为宗室诸王、外戚及胡汉重臣，权势很大。属官有内都下大夫、内都坐令等。祭吊时位在三公及尚书令之上。魏孝文帝太和十七年（493年）改制后罢。